# Crímenes de guerra británicos
Los Crímenes de guerra británicos son actos de guerra cometidos por las Fuerzas Armadas del Reino Unido las cuales han violado las leyes de la guerra desde las Conferencias de la Haya de 1899 y 1907 hasta el día de hoy. Tales acciones incluyen ejecuciones sumarias de prisioneros de guerra, el uso de la fuerza excesiva durante el interrogatorio de prisioneros de guerra y combatientes enemigos , y el uso de la violencia contra civiles no combatientes y sus propiedades.

## Definición
Los crímenes de guerra se definen como actos que violan las leyes y costumbres de la guerra (establecidas por las Convenciones de La Haya de 1899 y 1907), o actos que son violaciones graves de la Convención de Ginebra y el Protocolo Adicional I y el Protocolo Adicional II. El Cuarto Convenio de Ginebra de 1949 amplía la protección de los civiles y de los prisioneros de guerra durante la ocupación militar, incluso en el caso de que no haya resistencia armada, durante el período de un año después del fin de las hostilidades, aunque la potencia ocupante debe estar obligada a varias disposiciones del convenio mientras "dicha potencia ejerza las funciones de gobierno en ese territorio"."

## Rebelión Bóxer
Durante la Rebelión Bóxer de 1899-1901, incluyendo las consecuencias de la Batalla de Pekín, las tropas británicas cometieron crímenes de guerra durante su permanencia en China. El autor Bertram Lenox Simpson, que estaba en China en ese momento, informó que se encontró con "toda una compañía de soldados británicos e indios de aspecto salvaje" abusando sexualmente de un grupo de mujeres conversas "verde-blanco con el miedo", mientras que una dama misionera en vano trató de golpearlos con un paraguas. Líderes y generales británicos señalaron que el saqueo por las tropas "se llevó a cabo en la forma más ordenada y las casas de todos los conocidos por ser amables estaban protegidos." Sin embargo, un oficial británico[¿quién?] señaló, "que es una de las leyes no escritas de la guerra que una ciudad que no se rinde en el pasado y se toma por asalto es saqueada. " Para el resto de 1900-1901, los británicos celebraron subastas de los saqueos todos los días, excepto los domingos, en frente de la principal puerta de entrada a la legación británica en Pekín. Muchos de los objetos robados terminaron en Europa.

## Guerra Bóer

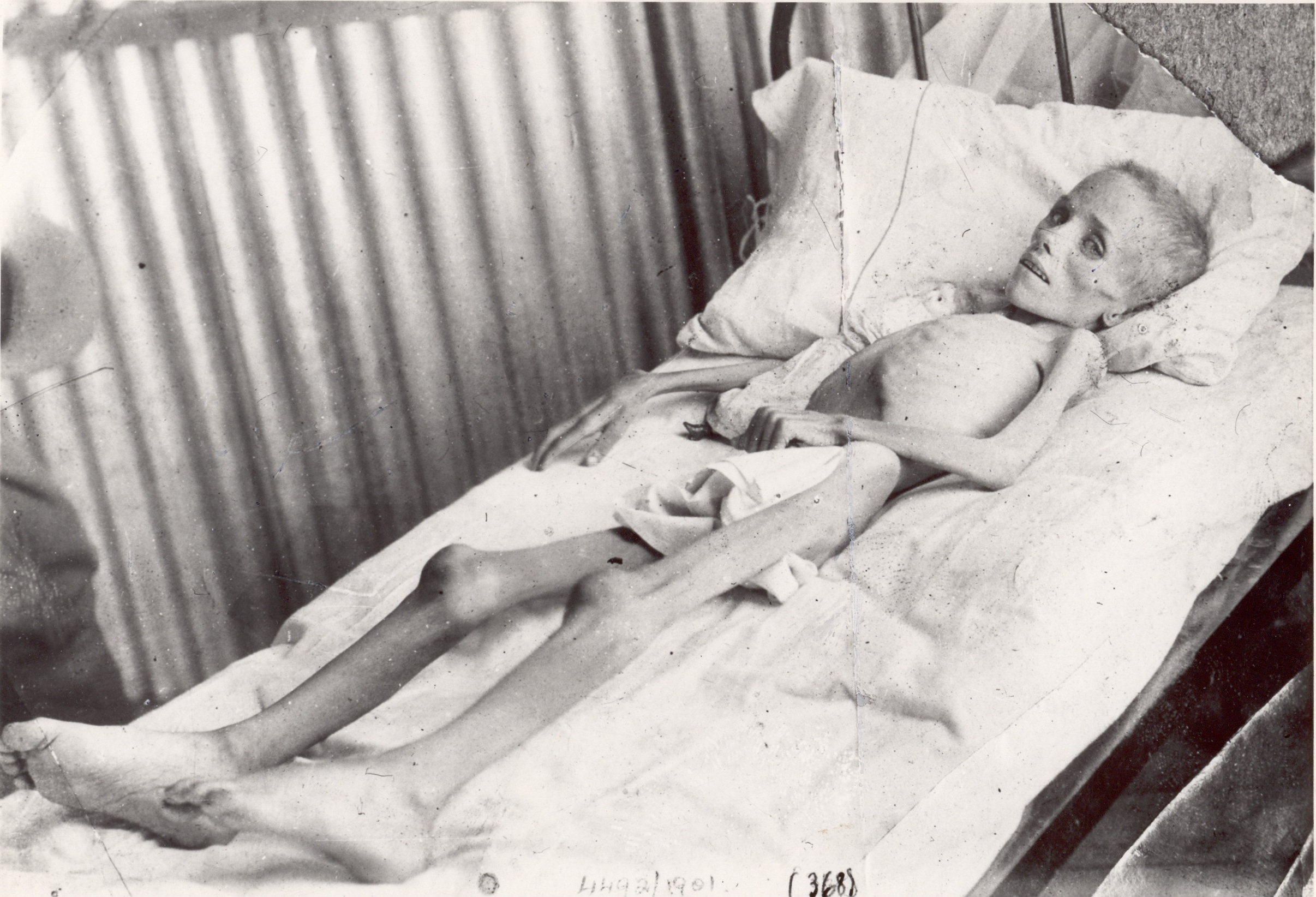
Lizzie van Zyl, visited by Emily Hobhouse in a British concentration camp

Durante la Segunda Guerra Bóer, los campos de concentración se establecieron inicialmente para su uso por los refugiados.[cita requerida] Como parte de la estrategia para derrotar a los Boers, granjas fueron destruidas incluyendo la destrucción sistemática de los cultivos y el sacrificio de ganado, el incendio de propiedades, el envenenamiento de los pozos y la salazón de campos. Esto fue para evitar que los Bóeres se reabastecieran desde una base de operaciones. 45 campamentos fueron creados para Bóeres y 64 para los africanos negros. Decenas de miles de mujeres y niños fueron trasladados a la fuerza en los campos de concentración a través de camiones de ganado abiertas en la lluvia helada durante el invierno, al no dársele una alimentación adecuada y agua.[cita requerida] De las 107.000 personas internadas en los campos, 27.927 bóeres murieron junto con un número desconocido de negros africanos.
Durante el mismo conflicto, dos oficiales británicos — los tenientes Harry Morant y Peter Handcock de los Bushveldt Carbineers — fueron ejecutados por un pelotón de fusilamiento después de estar declarados culpables de asesinar a ocho prisioneros de guerra afrikaners. Morant y Handcock habían sido absueltos del asesinato estilo francotirador del Reverendo Daniel Heese, un ministro luterano que había sido testigo de la masacre y amenazó con informar a su oficial al mando.

## Primera guerra mundial

### Incidentes en Baralong

#### Primer incidente

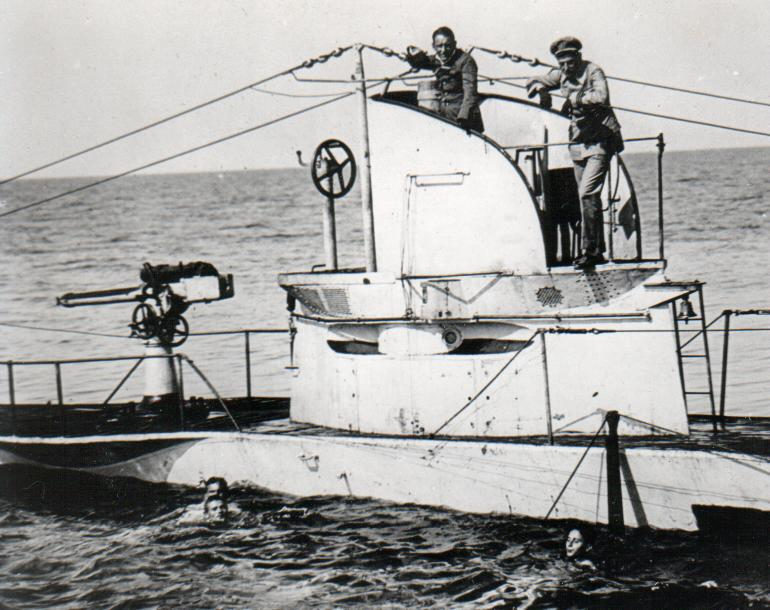
SMS U-27 with her crew.

El 19 de agosto de 1915, el submarino alemán U-27 emergió, paró, y buscó al Nicosian, un carguero británico, a 70 millas náutica de la costa de Queenstown. Después de encontrar el Nicosian cargado con material de guerra y mulas con destino al ejército británico en Francia, el comandante del U-27, Kapitänleutnant Bernhard Wegener, instruyó al capitán y tripulación del Nicosian a subirse a los botes salvavidas.
Mientras Wegener y sus hombres estaban dispuestos a hundir el ahora vacío Nicosian with their deck gun, llegó el Baralong, flameando la bandera de Estados Unidos que era neutral, como un ardid de guerra. Después de bajar esa bandera y elevar la bandera blanca británica en su lugar, la tripulación del Baralong abrió fuego y hundió al U-27.
Doce hombres sobrevivieron hundimiento del U-27: las tripulaciones de sus dos armas de la cubierta y los que habían estado en la torre de mando. Ellos nadaron hacia el  Nicosian  e intentaron unirse a la partida de abordaje de seis hombres subiendo por sus botes salvavidas colgando y la escala del piloto. En respuesta, Herbert ordenó a sus hombres abrir fuego con armas pequeñas, matando a todos en el agua.
Después de unos pocos sobrevivientes alemanes lograron subir a bordo del Nicosian, Herbert a 12 infantes de marina del Baralong', bajo el mando de un cabo de apellido Collins, a bordo del buque que se estaba hundiendo. Mientras ellos se iban, Herbert ordenó a Collins, "Ningún prisionero." The Germans were discovered in the engine room and shot on sight. According to Sub-Lieutenant Gordon Steele: "Wegener corrió a una cabina en la cubierta superior - que más tarde se enteró que era el baño de Manning. Los infantes de marina rompieron la puerta con las culatas de sus rifles, pero Wegener escapó a través de una escotilla y se dejó caer en el mar. Él todavía tenía su chaleco salvavidas y levantó los brazos en señal de rendición. el cabo Collins, sin embargo, apuntó y le disparó en la cabeza. " Collins más tarde recordó que, después de la muerte de Wegener, Herbert le tiró un revólver en la cara al capitán alemán y gritó, "¿Qué me dices del Lusitania?"

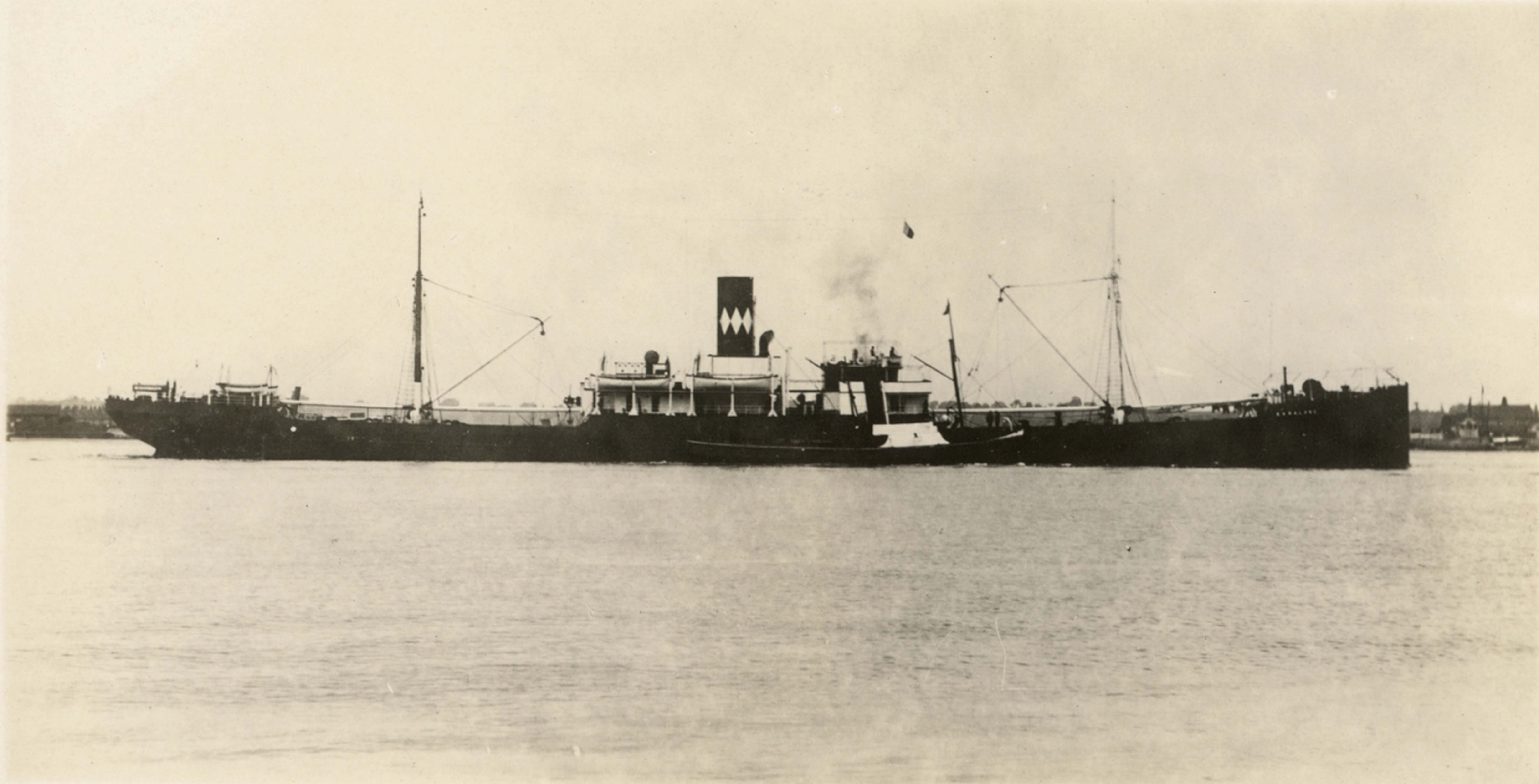
HMS Baralong.

Después de que la tripulación del Nicosian' llegó al puerto de Liverpool, los ciudadanos estadounidenses que habían sido miembros de la tripulación dieron juramento al Cónsul de los Estados Unidos sobre la masacre de la tripulación del U-27. Después de su regreso a los Estados Unidos, repitieron su testimonio ante un notario en el Consulado alemán en Nueva Orleans. Como resultado de ello, el Departamento de Estado envió una protesta formal por el Imperio Alemán a la Oficina de Relaciones Exteriores británica.
El memorando exigía que el capitán y la tripulación del  HMS Baralong  fuesen llevados a una corte marcial por la masacre y amenazó con "tomar la decisión seria de retribución por un crimen impune". Sir Edward Grey respondió a través del embajador de Estados Unidos de que el incidente podría compararse con el hundimiento del SS Arabic por la Marina Imperial alemana, su ataque contra un submarino británico varado en la costa holandesa neutral, y su ataque contra el barco de vapor  Ruel , y sugirió que fueran puestos ante un tribunal presidido por la Marina de los Estados Unidos.
A pesar de la negativa del Gobierno británico de detenerlo o procesarlo, el Ministerio prusiano de la Oficina Militar de Guerra para la Investigación de Violaciones de las leyes de la guerra", (en alemán: Militäruntersuchungstelle für Verletzungen des Kriegsrechts) added Baralong's commander, cuyo nombre era conocido sólo como "el capitán William McBride", a su "Lista Negra de ingleses que son culpables de Violaciones de las leyes de la guerra vis a vis los miembros de las Fuerzas Armadas Alemanas."

### Alzamiento de Pascua

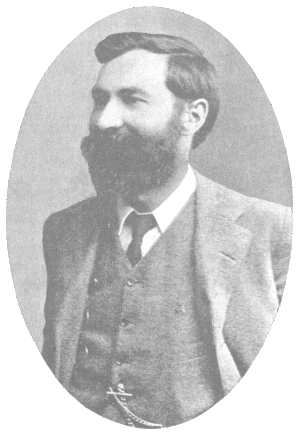
Francis Sheehy-Skeffington (1878-1916).

Tras la supresión del Alzamiento de Pascua en Dublín, martial law remained in effect and Captain J. C. Bowen-Colthurst of the Royal Irish Rifles went looking for Fenians. Francis Sheehy-Skeffington, Thomas Dickson, y Patrick McIntyre ya habína sido detenidos en la noche del 26 de abril de 1916, cuando Bowen-Colthurst exigió que se entregarán a él como rehenes para protegerlo mientras él iba en una redada. Bowen-Colthurst luego disparó fatalmente a un joven de 17 años de edad, en la calle. A la mañana siguiente, los tres hombres fueron ejecutados sumariamente por fusilamiento en el patio de Portobello Barracks, y Bowen-Colthurst pasó a matar a un líder sindical, el concejal Richard O'Carroll, y otro chico. Dickson y McIntyre habían sido tanto periodistas pro-británicos; Sheehy-Skeffington era un ardiente pacifista y defensor de la autonomía irlandesa en el Imperio Británico. Los tres cuerpos fueron puestos en sacos y enterrados en el patio de los cuarteles.

## Guerra de Independencia de Irlanda
Mientras que el gobierno británico inicialmente considera sus acciones como un intento de suprimir las tácticas de guerrilla de la IRA por el uso de las fuerzas armadas en un papel policial, que finalmente idearon una estrategia coherente que involucró tanto las respuestas políticas y armadas. La guerra nunca se declaró oficialmente un estado basado en la política de guerra existió efectivamente desde finales de julio de 1920. El historiador Martin Seedorf dice que 

War was first implemented under the guise of restoring order in Ireland and later by martial law. Accompanying Lloyd George's war policy between the summers of 1920 and 1921 were systematic reprisals against Irish civilians and their property by British forces retaliating for the IRA's killing of their own men.

Como los miembros del IRA lucharon vestidos con ropa civil y debido a la insistencia de que Irlanda era una parte integral del Reino Unido, el Gobierno británico se negó a conceder el estatuto de prisioneros de guerra a miembros del IRA capturados. Sin embargo, llamando a su guerra en Irlanda una acción policial, el primer ministro y su gabinete negaron a sí mismos los motivos legales para censurar las noticias. Como resultado, la prensa expone numerosos casos de mala conducta de las fuerzas de seguridad británicas, que a su vez destruyó el apoyo para la continuación de la guerra entre el público británico.[cita requerida]

### Rineen Ambush and its aftermath
En represalia por la emboscada, la RIC y militares británicos atacaron tres aldeas cercanas, mataron a cinco civiles, y quemaron 16 residencias y tiendas.

## Segunda guerra mundial

### Crímenes contra combatientes enemigos, civiles y propiedad privada

#### Saqueo
En violación de la convención de La Haya, tropas británicas saquearon las ciudades francesas de Bayeux y Caen, después de haberlas liberado. El 21 de abril de 1945 tropas británicas seleccionaron aleatoriamente dos casas rurales en Seedorf (Baja Sajonia), en Alemania, en venganza contra los civiles locales que habían ocultado soldados alemanes en sus sótanos. El historiador Sean Longden afirma que la violencia contra los prisioneros y civiles alemanes que se negaron a cooperar con el ejército británico «podía ser ignorada o no se le daba importancia».
El 23 de mayo de 1945, varios soldados británicos que buscaban a Heinrich Himmler retuvieron a punta de pistola al Príncipe Ferdinand of Holstein, junto con su familia y su personal, en el patio del Castillo de Glücksburg, en Schleswig-Holstein. Las tropas luego saquearon el castillo, robando joyas; algunas de los cuales, fueron recuperados más tarde. El príncipe alegó que estos soldados también rompieron 38 ataúdes en el mausoleo del castillo.

### Exceso de fuerza contra prisioneros de guerra
Una prisión de prisioneros de guerra del MI19, conocida como London Cage, fue empleada durante e inmediatamente después de la guerra y sus gestores han sido acusados de permitir la tortura.
El centro de interrogación de Bad Nenndorf, en la Alemania ocupada, gestionada por el Centro de Interrogación Minuciosa de los Servicios Combinados, fue sometido a una investigación oficial en 1947. La conclusión fue que hubo «tortura mental y física durante los interrogatorios» y que las «pertenencias personales de los prisioneros fueron robadas».

### Violaciones
Las violaciones se llevaron a cabo durante el avance británico rumbo a Alemania. Durante finales de 1944, con el ejército en toda Bélgica y los Países Bajos, los soldados fueron alojados con familias locales o les hicieron amigos. En diciembre de 1944, se llegó a la atención de las autoridades de que había una "subida de indecencia con niños", donde los abusadores habían explotado el "clima de confianza" que se había creado con las familias locales. Mientras que el ejército "trató de investigar las denuncias, y algunos hombres fueron condenados, era un tema que ha recibido poca publicidad." La violación también se produjo una vez que las fuerzas británicas habían entrado en Alemania. Muchas violaciones fueron el resultado del alcohol o el estrés postraumático, pero también hubo casos de ataques premeditados. Por ejemplo, en un solo día en abril de 1945, tres mujeres en Neustadt am Rübenberge fueron violadas. En la villa de Oyle, cerca de Nienburg, dos soldados trataron de violar a dos muchachas en un bosque cercano. Cuando se negaron, una de ellas fue arrastrada hacia el bosque. Cuando ella comenzó a gritar, según contó Longden, "uno de los soldados sacó un arma para hacerla callar. Ya sea intencional o por error, el arma se disparó hiriéndola en la garganta, matándola."
Sean Longden destaca que "algunos oficiales fracasaron en el tratamiento de las denuncias de violación con gravedad." Él ofrece el ejemplo de un médico, que había informado sobre una violación. En cooperación con la Real Policía Militar, que fueron capaces de localizar y detener a los autores que luego fueron identificados por la víctima. Cuando los dos culpables "fueron tomadas antes de su CO. Su respuesta fue alarmante. Insistió ya que los hombres iban a dejar ninguna acción podría ser tomada y que su palabra era definitiva."

### Crímenes de guerra en el mar

#### Guerra submarina sin restricciones
El 4 de mayo de 1940, en respuesta a la intensiva guerra submarina sin restricciones por parte de los alemanes, durante la Batalla del Atlántico y la invasión de Dinamarca y Noruega, la Royal Navy llevó a cabo su propia campaña submarina sin restricciones. El Almirantazgo anunció que todos los buques en el estrecho de Skagerrak, debían ser hundidos en el acto sin previo aviso. Esto era contrario a los términos de la Second London Naval Treaty.

#### Disparos a supervivientes de naufragios
En julio de 1941, el submarino HMS Torbay, a las órdenes del capitán de corbeta Anthony Miers, was based in the Mediterráneo donde hundió varios barcos alemanes. En dos ocasiones, una vez en la costa de Alejandría, Egipto, y el otro en la costa de Creta, la tripulación disparó contra marineros y tropas alemanas náufragos. Miers no hizo ningún intento de ocultar sus acciones, y les informó en sus registros oficiales. Recibió una reprimenda enérgica de sus superiores tras el primer incidente. Las acciones de Meir violaron la Convención de La Haya de 1907, que prohibió la matanza de supervivientes de un naufragio en cualquier circunstancia.

#### Ataques contra buques no combatientes
El 10 de septiembre de 1942, el barco hospital italiano Arno  fue torpedeado y hundido por torpederos de la RAF al noreste de Ras el Tin, cerca de Tobruk. Los británicos afirmaron que un mensaje de radio alemana decodificado dio a entender que el buque transportaba suministros a las tropas del Eje. Arno  fue el tercer buque hospital italiano hundido por aviones británicos desde la pérdida del Po en el Mar Adriático a causa de torpedos aéreos el 14 de marzo de 1941 y el bombardeo del California frente a  Siracusa el 11 de agosto de 1942. Cinco botes de rescate marítimo, utilizados para buscar pilotos desaparecidos de ambos lados del conflicto, también fueron ametrallados y hundidos por aviones de la RAF durante el mismo período.
El 18 de noviembre de 1944, el buque hospital alemán Tübingen  fue hundido por bombarderos Beaufighter cerca de Pola, en el mar Adriático. El buque, que había hecho una breve visita al puerto de Bari para recoger a los alemanes heridos bajo los auspicios de la Cruz Roja, fue atacado con cohetes nueve veces, a pesar de que el mar estaba en calma y el buen tiempo permitió una clara identificación de las marcas de la Cruz Roja de la nave. Seis miembros de la tripulación murieron. El autor estadounidense Alfred M. de Zayas, que evaluó los 266 volúmenes existentes de la Oficina de Crímenes de Guerra de la Wehrmacht, identifica el hundimiento del Tübingen y otros barcos hospitales alemanes como crímenes de guerra.

## Malaya
El 12 de diciembre de 1948, durante la Emergencia Malaya, ocurrió la masacre de Batang Kali que implicó la matanza de 24 aldeanos. La posición oficial británica fue que estos aldeanos fueron insurgentes intentando escapar, y que la investigación detallada de la situación no fue posible debido a la falta de pruebas. Seis de los ocho soldados británicos implicados fueron entrevistados bajo caución por los detectives. Se corroboraron las declaraciones que los aldeanos estaban desarmados, no eran insurgentes, ni tratando de escapar, y que habían sido víctimas de homicidio ilegítimo en el orden de los dos sargentos de comandos. Los sargentos negaron las acusaciones. La posición del Gobierno es que si alguien debe ser responsable, debe ser el Sultán de Selangor.
La decapitación y mutilación de los insurgentes por las fuerzas británicas también eran comunes como una manera de identificar a los guerrilleros muertos cuando no era posible llevar sus cadáveres desde la selva. Una fotografía de un comando de Royal Marines  celebrando con dos cabezas de insurgentes provocó una protesta pública en abril de 1952. La Oficina Colonial señaló en privado que "no hay duda de que en derecho internacional un caso similar en tiempos de guerra sería un crimen de guerra".

### Masacre de Hola
La Masacre de Hola fue un incidente en un campo de detención en Hola (Kenia). Para enero de 1959, el campamento tenía una población de 506 detenidos de los cuales 127 tuvieron lugar en una zona aislada de "campo cerrado". Este campamento más remota cerca de Garissa, en el este de Kenia, estaba reservada para los más falta de cooperación de los detenidos. A menudo se negaron, incluso cuando se hicieron amenazas de fuerza, a participar en el "proceso de rehabilitación" colonial o realizar un trabajo manual o obedecer órdenes coloniales. El comandante del campo esbozó un plan que obligaría a 88 de los detenidos para doblar a trabajar. El 3 de marzo de 1959, el comandante del campo puso este plan en acción - como resultado, 11 detenidos fueron golpeados por los guardias hasta matarlos. All of the surviving detainees sustained serious permanent injuries. El gobierno británico reconoce que la administración colonial torturó a los detenidos, pero niega su responsabilidad.

## Guerra de Irak
Aquí había una serie de casos en los que los soldados británicos abrieron fuego y mataron a civiles iraquíes en circunstancias donde no había aparentemente ninguna amenaza inminente de muerte o lesiones graves a sí mismos o a otros. Muchos de ellos recurrieron a la fuerza letal a pesar de que el uso de tal fuerza no parece estar justificada por necesidad militar con el fin de proteger la vida. Muchos civiles iraquíes también murieron o resultaron gravemente heridos por el brutal maltrato mientras estaban bajo custodia británica. En un caso, después de la invasión de Irak de 2003, un video mostró a soldados británicos golpeando brutalmente a un civil iraquí después de la muerte de seis hombres de la Real Policía Militar, conocidos como Red Caps, por una turba iraquí.
En mayo de 2003, Saeed Shabram y su primo, Menem Akaili, fueron arrojados al río cerca de Basora después de haber sido detenido por las tropas británicas. Akaili sobrevivió pero Shabram no lo logró y se ahogó en el río. Akaili dijo que él y Shabram fueron abordados por una patrulla británica y llevó a punta de pistola a un embarcadero antes de ser forzado en el río. El castigo era conocido como "mojar" y dice que se han infligido a los jóvenes de la localidad sospechosos de saqueos. "Mojar se suponía humillar a los sospechosos de ser delincuentes de poca monta", dijo Sapna Malik, el abogado de la familia en Leigh Day and Co. "Although the MoD denies that there was a policy of wetting to deal with suspected looters around the time of this incident, evidence we have seen suggests otherwise. The tactics employed by the MoD appeared to include throwing or placing suspected looters into either of Basra's two main waterways." Transeúntes iraquíes sacaron a Akaili fuera del agua, pero su primo desapareció. El cuerpo de Shabram fue recuperado más tarde por un buzo contratado por su padre, Radhi Shabram. La madre de Shabram esperaba en la orilla del río durante cuatro horas, gritando y llorando, mientras el buzo buscaba en el río. "Cuando el cadáver de Saeed fue finalmente retirado del río, Radhi describe cómo estaba hinchado y cubierto con marcas y moretones," dijo Leigh Day. Aunque el Ministerio de Defensa pagó una indemnización a la familia de Saeed Shabram, ninguno de los soldados británicos fueron acusados de su muerte.
Ahmed Jabbar Kareem Ali, de 15 años, se dirigía a trabajar con su hermano, el 8 de mayo de 2003, cuando soldados británicos lo agredieron. Los cuatro soldados británicos lo golpearon y luego lo obligaron a un canal a punta de pistola a "darle una lección" para la sospecha de saqueos (que se comprobó que no era verdad). Debilitado por la paliza, Ali que recibió de los soldados, pataleando. Estaba muerto cuando fue sacado del río. Cuatro soldados británicos que estuvieron involucrados en la muerte de un adolescente iraquí fueron absueltos de homicidio.
El 1 de enero de 2004, Ghanem Kadhem Kati, un joven desarmado, recibió dos disparos en la espalda por un soldado británico en la puerta de su casa. Las tropas habían llegado a la escena después de los disparos, lo que los vecinos dijeron oír que venían de una fiesta de boda. Investigadores de la Real Policía Militar exhumaron el cuerpo del adolescente seis semanas más tarde, pero tienen todavía[¿cuándo?] para ofrecer una compensación o anunciar cualquier conclusión a la investigación.
En febrero de 2006, un video que muestra a un grupo de soldados británicos golpeando a varios adolescentes iraquíes fue publicada en Internet, y poco después, en las principales cadenas de televisión de todo el mundo. El vídeo se realizó en abril de 2004 y fue tomada desde un piso superior de un edificio en la ciudad meridional iraquí de Al-Amara, muestra muchos iraquíes fuera de un compuesto de coalición. A raíz de un altercado en el que los miembros de la multitud arrojaban piedras y al parecer una granada improvisada a los soldados, los soldados británicos se apresuraron a la multitud. Los soldados trajeron algunos adolescentes iraquíes en el compuesto y procedieron a golpearlos. El video incluye una voz en off con acento británico del camarógrafo, burlándose de los adolescentes golpeados. El registro individual se oía diciendo:
Oh, yes! Oh Yes! Now you gonna get it. You little kids. You little motherfucking bitch!, you little motherfucking bitch.
El evento fue transmitido en los medios tradicionales, lo que resulta en que el gobierno y los militares británicos condenasen el evento. El incidente se hizo especialmente preocupante para los soldados británicos, que habían disfrutado de una posición más favorable que los soldados estadounidenses en la región. Las preocupaciones se expresaron a los medios sobre la seguridad de los soldados en el país después del incidente. La cinta incurrió la crítica, aunque sea relativamente moderada, de Iraq, y los medios de comunicación se encontró gente dispuesta a hablar. La Real Policía Militar llevó a cabo una investigación sobre el caso, y la fiscalía determinó que no había caso insuficiente para justificar actuaciones del consejo de guerra.